# Mai 1845

## Événements
- Dernier voyage de Chateaubriand à Venise à la fin du mois, à l'invitation du « comte de Chambord ».

- 5 mai, France : mort de Godefroy Cavaignac, l'un des chefs du parti républicain.

- 8 mai : Alfred de Vigny est élu à l'Académie française.

- 16 mai, France : ordonnance du roi portant autorisation de la Compagnie du chemin de fer d'Orléans à Bordeaux.

- 18 mai (Espagne) : « abdication » de « Charles V », prétendant au trône d’Espagne, en faveur de son fils Charles-Louis (« Charles VI »).

- 23 mai : constitution calquée sur celle de la monarchie de Juillet en Espagne.

- 27 mai, France : Le Commerce attirant peu de lecteurs, la dissolution de la société d'exploitation est demandée.

- 28 mai, France : Victor Hugo prête serment à la Chambre des pairs.

- 29 mai :
  - Traité entre la France et la Grande-Bretagne relatif au droit de visite des navires. Il prévoit un droit de visite conjoint des Britanniques et des Français et une surveillance commune du trafic en Afrique et sur la côte.
  - France :
    - Ordonnance du roi portant autorisation de la Compagnie du chemin de fer d'Amiens à Boulogne.
    - Ordonnance du roi portant autorisation de la Compagnie du chemin de fer de Montereau à Troyes.

## Naissances
- 2 mai : Jean-Marie Cazauran, historien et religieux français († 10 octobre 1910).
- 3 mai : Suzanne Gagnebin, écrivaine suisse († 3 septembre 1929).
- 4 mai : William Kingdon Clifford (mort en 1879), mathématicien et philosophe anglais.
- 8 mai : Ulysse Gayon (mort en 1929), biochimiste et agronome français.
- 11 mai : Michel Mourlon (mort en 1915), géologue et paléontologue belge.
- 12 mai :
  - Henri Brocard, mathématicien français († 16 janvier 1922).
  - Gabriel Fauré : compositeur français († 1924).
- 15 mai : Elie Metchnikov (mort en 1916), zoologiste et microbiologiste russe, à Paris.
- 25 mai : Eugène Grasset, est un graveur, affichiste et décorateur français d'origine suisse († 23 octobre 1917).

## Décès
- 4 mai : Philipp Jakob Cretzschmar (né en 1786), médecin et zoologiste allemand.
- 12 mai : János Batsányi, écrivain hongrois (° 1763).
- 19 mai : Jean Jacques Nicolas Huot (né en 1790), géographe, géologue et naturaliste français.